# Carlo Maderno
Carlo Maderno, także Carlo Maderna (ur. 1556 w Capolago koło Mendrisio (Szwajcaria), zm. 30 stycznia 1629 w Rzymie) – architekt tesyński, główny projektant i wykonawca fasady bazyliki św. Piotra w Rzymie. Reprezentant wczesnego baroku rzymskiego.

## Życiorys
Uczeń Dominika Fontany, od 1587 w Rzymie, następca Giacoma della Porty na stanowisku papieskiego architekta. Od 1603 główny budowniczy watykańskiej bazyliki św. Piotra – zmienił jej fasadę i plan z centralnego na podłużny, nadał jej obecny kształt (projekt nawy i nowej fasady – 1607).

Fasada bazyliki św. Piotra
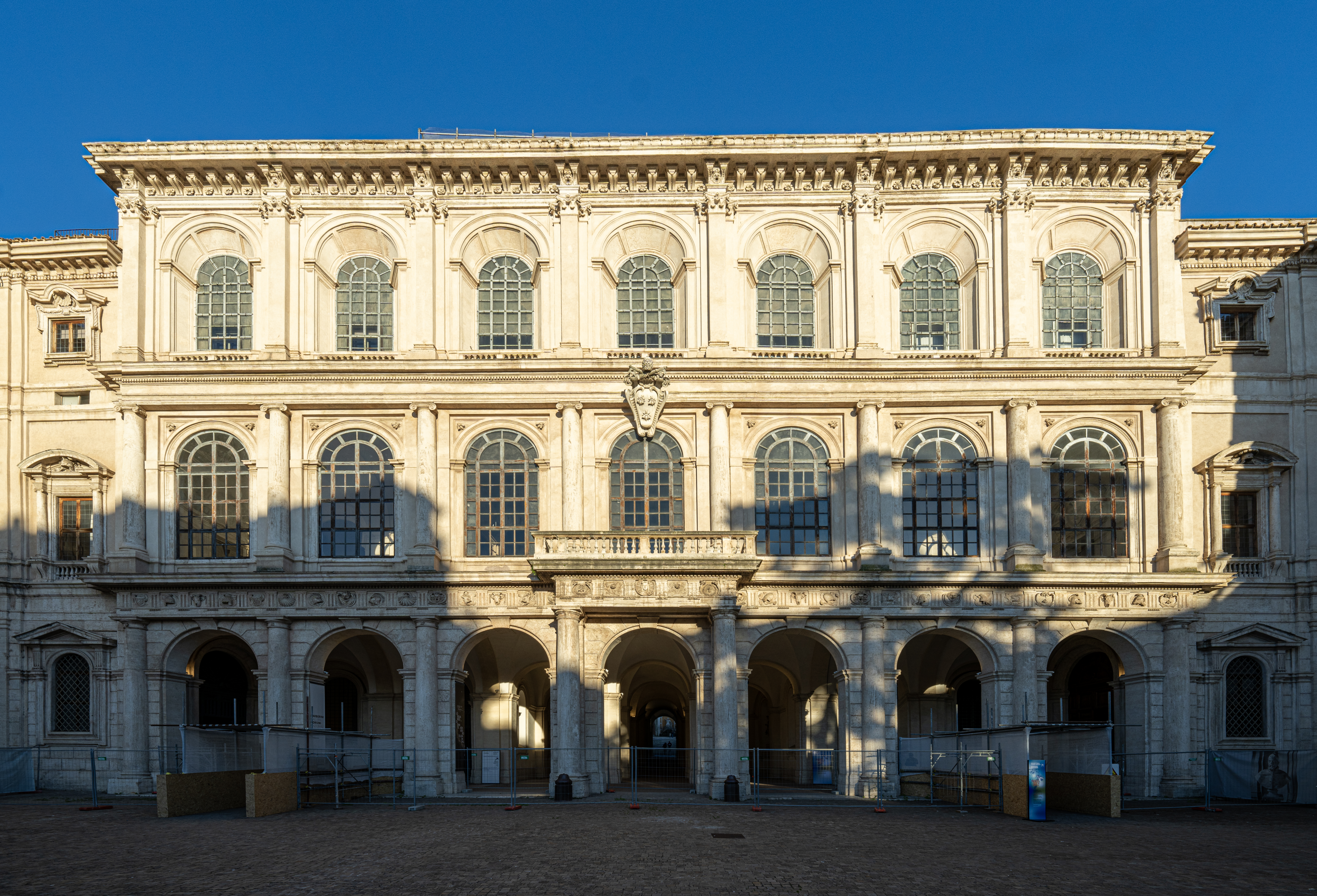
Fasada Pałacu Barberinich
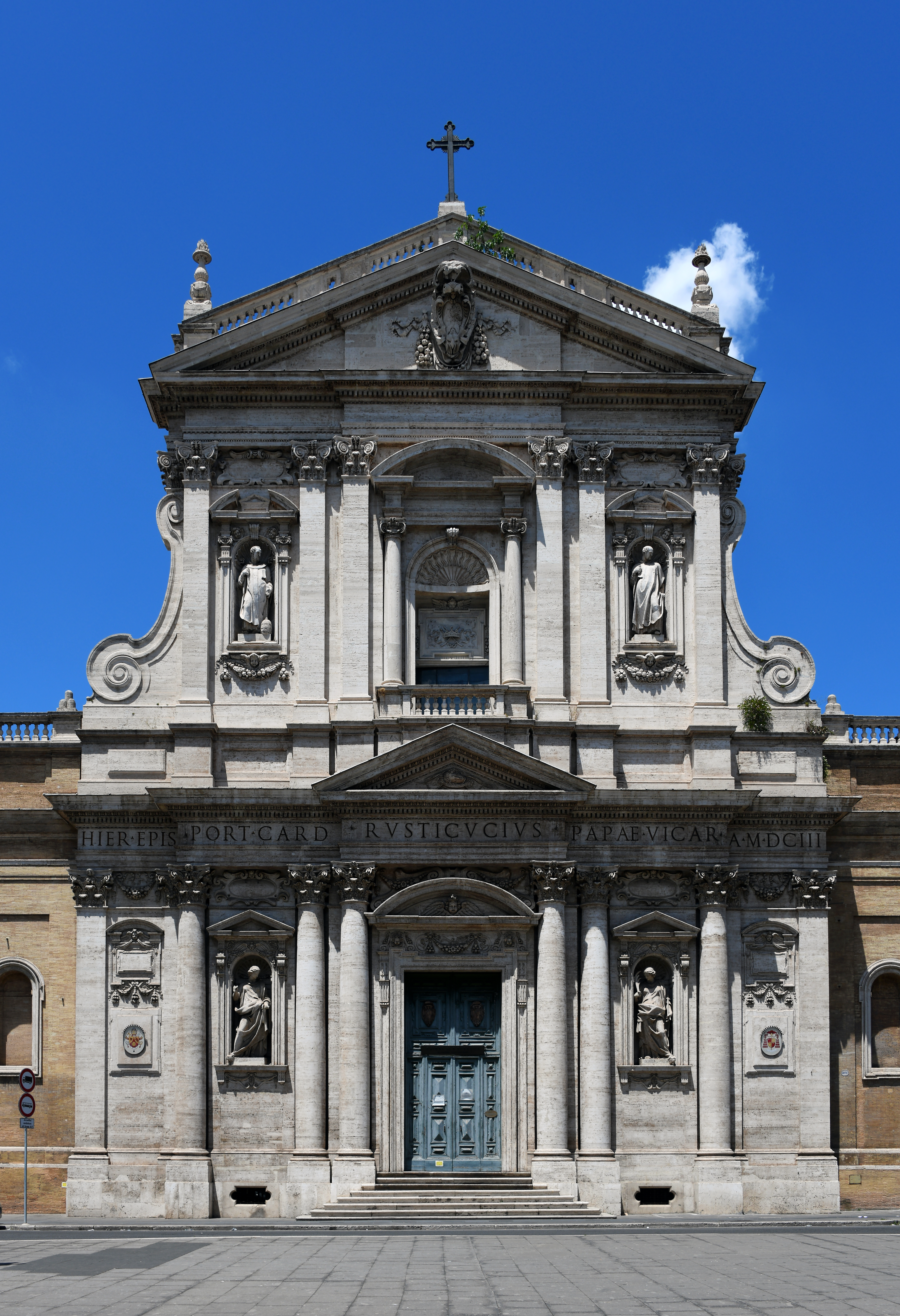
Kościół Santa Susanna w Rzymie
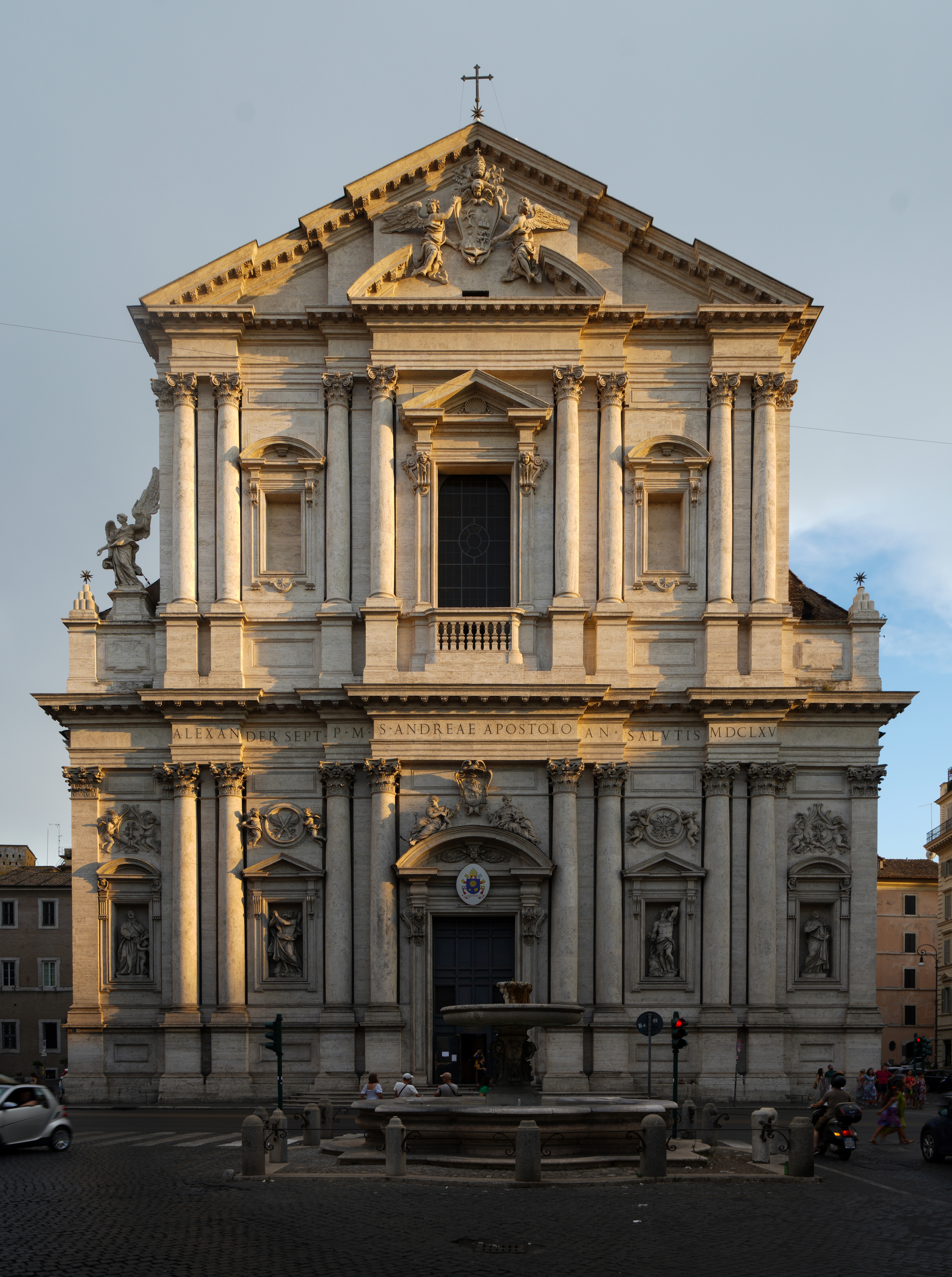
Bazylika Sant'Andrea della Valle w Rzymie